# Командный чемпионат СССР по переписке 1970—1973
Командный чемпионат СССР по шахматам по переписке 1970—1973 — 3-й чемпионат.

## Командные результаты
1. РСФСР — 95½ очков из 144
2. Ленинград — 93½
3. Москва — 88½
4. Латвия — 86
5. Украина — 79½
6. Белоруссия — 78
7. Эстония — 78
8. Казахстан — 66½
9. Литва — 65½
10. Армения — 60
11. Молдавия — 58½
12. Узбекистан — 53½
13. Туркмения — 32

## Индивидуальные результаты команды-победительницы
1. П. Дубинин — 6 очков из 12
2. Н. Копылов — 5
3. Г. Сорокин — 7
4. В. Косенков — 8½
5. Н. Кривун — 7½
6. Д. Гречкин — 8
7. М. Клецель — 8
8. Н. Покровский — 9½
9. П. Вланский — 10½
10. Л. Гуревич — 8
11. Б. Пугачёв — 9
12. И. Тихонова — 8½

## Турнир первых досок
1. Я. Мурей — 10½ очков из 12
2. Б. Румянцев (Литва) — 9½
3. Я. Клован (Латвия) — 9
4. А. Решко (Ленинград) — 7½
5. М. Рудерфер (Узбекистан) — 7
6. П. Дубинин (РСФСР) — 6
7. О. Воробьёв (Молдавия) — 5
8—11. Я. Каменецкий (Белоруссия), Э. Куускмаа, А. Мокацян (Армения), М. Усачий (Украина) — по 4½
12. В. Скоторенко (Казахстан) — 3
13. А. Какагельдыев (Туркмения) — 2½

## Лучшие результаты по доскам
1. Я. Мурей — 10½ очков
2. T. Ыйм — 10
3. И. Корецкий (Украина) — 9
4. В. Осейчук (Казахстан) — 9
5. Р. Ритумс — 8
6. А. Геллер — 9
7. А. Михайлов (Ленинград) — 9
8. Н. Покровский — 9½
9. П. Вланский — 10½
10. А. Дэуэль (Ленинград) — 9½
11. Б. Пугачёв — 9
12. Р. Бобкова (Белоруссия), Т. Зайцева (Москва), Л. Кристол (Ленинград), И. Тихонова, М. Литинская (Украина) — по 8½